# Rigmor Sandborg
Rigmor Sandborg (født 3. juni 1962, død 18. september 2023) var en dansk skoleleder og fra 2002 til 2006 borgmester i Aalestrup Kommune, valgt for en lokalliste.
Sandborg var uddannet merkonom. Hun blev valgt til kommunalbestyrelsen ved valget i 1993, og blev borgmester efter valget i 2001, hvor hun afløste Venstres Per Bisgaard.
Ved kommunalreformen i 2007 blev det meste af Aalestrup Kommune en del af den ny Vesthimmerlands Kommune, men da Rigmor Sandborg var bosat i byen Hvilsom i det sydøstlige hjørne af den gamle kommune, der ved en folkeafstemning havde stemt sig til den ny Mariagerfjord Kommune, stillede hun op ved kommunalvalget i 2005 i Mariagerfjord Kommune, som kandidat for Radikale Venstre. Hun blev ikke valgt ind, men fik dog allerede, to måneder efter byrådets officielle tiltrædelse, i marts 2007, alligevel plads i byrådet, eftersom partifællen, viceborgmester Nicolai Holm af Indenrigsministeriets valgbarhedsnævn blev erklæret uværdig til at sidde i byrådet, efter at han havde fået en dom for vold mod en dørmand på et diskotek i Hobro. I september 2008 forlod Sandborg dog atter Mariagerfjord byråd, idet hun og familien flyttede til Viborg. 1. marts 2009 blev Rigmor Sandborg ansat som administrativ leder på Frederiks Skole; Hun stoppede 1. juni 2023, grundet uhelbredelig sygdom.